# Very best
《Very best》(베리 베스트)는 2001년 1월 1일 발매한 V6의 첫 베스트 앨범이다. 대한민국에서는 정식 라이선스를 통해 2004년 10월 6일 발매되었다.

## 설명
- V6의 첫 베스트 앨범.
- DISC1은 지금까지 싱글 곡, DISC2는 커플링곡·앨범곡이 주를 이룬다.
- 베스트 앨범의 타이틀은 미야케 켄 의견을 따랐다.
- 앨범 프로모션으로 스폐셜 유닛 ‘6V’로 활동하였다.
- 초회한정반에는 포토 스탠드, 지금까지 음반 표지를 포스터로 만들어 제작.
- 예약자 전원에게 ‘V6 해피 뉴 센츄리 축하 카드’를 동봉했다.

## 수록곡

### DISC 1
1. MUSIC FOR THE PEOPLE
2. MADE IN JAPAN
3. BEAT YOUR HEART
4. TAKE ME HIGHER
5. 愛なんだ
6. 本気がいっぱい
7. WAになっておどろう(New Album Mix)
8. GENERATION GAP
9. Be Yourself!
10. 翼になれ
11. over
12. Believe Your Smile
13. 自由であるために
14. 太陽のあたる場所
15. 野性の花
16. IN THE WIND

### DISC 2
1. Theme of Coming Century(New Vocal)(Coming Century)
2. Born to run(Coming Century)
3. MIRACLE STARTER～未来でスノウ・フレークス～
4. Can do!Can go!
5. always(20th Century)
6. 夏のかけら(Coming Century)
7. EASY SHOW TIME
8. WISHES～I’ll be there～(20th Century)
9. You’ll Be in My Heart(Marsa Sakamoto)
10. Life goes on
11. Start me up(20th Century)
12. 翼の設計図
13. Precious Love(20th Century)
Bonus Tracks
14. CHANGE THE WORLD 2001(“Very best”LIMITED VERSION)
15. 愛なんだ2001(“Very best”LIMITED VERSION)